# ماغناتي و فالنتينو
ماغناتي و فالنتينو هما ثنائي ريغيتون سابق من بورتوريكو. تميّزا بأسلوبهما الرومانسي والممتع في أغانيهما. 